# مارتینز ۲۰۷۵
سیارک ۲۰۷۵ (به انگلیسی: 2075 Martinez، نامگذاری:1974VA) دو هزار و هفتاد و پنجمین سیارک کشف شده‌است که در ۹ نوامبر ۱۹۷۴ کشف شد.
قدر مطلق سیارک برابر ۱۳٫۰۰ است.